# قائمة مدارس الآباء اليوسوعيين في الشرق الأوسط
تتواجد الرهبنة اليسوعية في 112 منطقة جغرافية موزعين على قارات العالم الست، ومركزها الرئيسي يقع في روما، وتتبع نمط الإدارة اللامركزية، وتدير أعدادًا كبيرة من المدارس، والجامعات، والمشافي، ودور العجزة، والمكتبات، وتهتم بالحوار المسكوني، والتطوير اللاهوتي، والعدالة الاجتماعية. يعرف المنخرطون في هذه الرهبنة باسم «جنود الله»، نظرًا لخلفية مؤسسها العسكرية، والطاعة التي توليها قواعد الرهبنة أهمية بالغة.

## مدارس الأباء اليوسوعيين في البلاد السورية
دخلت جمعية الأباء اليسوعيين (الجزويت Jesuites) البلاد السوريّة منذ عام 1635م، وأسست مدرسة لاهوتيّة في عينطورا، ثم بعد أكثر من مئة عام صدرت أوامر الكرسي الرسولي بحل تلك الجمعيّة، غير أن إنطلاق المؤسسات التبشيريّة الأخرى، وفي مقدمتها المرسلون الأميركيون كان مدعاة لإعادة الآباء اليسوعيين نشاطهم في البلاد السوريّة لا سيما في بيروت وجبل لبنان.
استطاع الآباء اليسوعيين في عام 1839 بواسطة الأب مكسميليان M.Ryllo شراء عقار لهم خارج سور مدينة بيروت في مزرعة الصيفي، وقاموا بإنشاء عدة مدارس ومطبعة، وعدة مراكز يسوعيّة. ومنذ عام 1841م أسس الآباء اليسوعيون ثلاث مدارس ارتادها أكثر من ثلاثمائة طالب،

### مدرسة سيدة الجمهور
تركّز على تعليم اللغة والأدب العربيين، مع تمسّكها القوي بتأمين المعرفةِ المعمّقةِ للغة والأدب الفرنسيين، والتمكّنِ من اللغة الإنكليزية للتعبير بها، بطلاقة. توفر المدرسةُ للتلاميذ إمكانية فهم اللغات الأجنبية، والتعبير بواسطتها بدون عناء، قراءةً وكتابةً ومشافهةً، إنّها تعلم اللغةَ الفرنسيةَ، ابتداءً من الصف الثاني عشر، والإنكليزية، ابتداءً من السنة الابتدائية السادسة الأولى ولغاية الصف الثالث الثانوي، والاسبانية كلغةٍ أجنبيّةٍ ثالثة. وهي تتوخى من تعليم هذه اللغات تأمينَ وسائل التثقيف التي تتعدى الأهدافَ النفعية.

### مدرسة الاباء اليسوعيين فيغزيرة
أسس الآباء اليسوعيون مدرسة ثانوية قي منطقة غزير عام 1843 م التي تطورت فيما بعد لتكون الجامعة اليسوعيّة في بيروت، فقد استطاعت هذه الثانوية استقطاب المئات من اللبنانيين والسوريين المسيحيين، وتخرج منها عدد كبير من رجال الدين العلمانيين في الفترة 1843-1875، أصبح منهم فيما بعد بطاركة وأساقفة وكهنة ورهبان ورجال سياسة ومدّرسين وأدباء وعلماء. دخل الأباء اليسوعيون في منافسة مع الجهود البروتستناتية (الكلية السوريّة الإنجيليّة) في بيروت التي لاقت نجاحا باهرا، واستقطبت الطلاب الكاثوليك من اللبنانيين، وبذلك بدأت البروتستانتيّة تلاقي رواجاً بين الكاثوليك، لذلك وبعد التنسيق مع المراجع الكاثوليكيّة الروحيّة والزمنيّة المحليّة والأجنبيّة، تقرر نقل النشاط اليسوعي من غزير إلى بيروت، وإقامة جامعة تواجه المعتقدات الإنجيليّة البروتستانيتية.،
تعلم فيها فيليب جلاد.

### مدرسة الآباء اليسوعيين في بيروت.
تخرج منها يوسف حرفوش مؤلف كتاب منقذ الأمير.
البعثة العلمانيّة الفرنسيّة - الليسه
افتتحت مدارسها في بيروت في تشرين الأول  سنة 1909م للذكور والإناث، بدعم مباشر من وزارة التعليم الرسمي في فرنسا التي أرسلت أساتذة فرنسيين في مختلف الإختصاصات باستثناء أساتذة اللغتين العربيّة والتركيّة.

## مدارس الأباء اليوسوعيين في مصر

### رهبانية الآباء اليسوعيين
تم تكلّيف الآباء اليسوعيين في عام 1878م بتأسيس إكليريكية للأقباط الكاثوليك بمصر، والقيام بإدارتها، فقدم إلى القاهرة الأب نورمان، رئيس إرسالية الآباء اليسوعيين في سوريا في يناير 1879م، بصحبة الأب هنري اليسوعي، ونزلا ضيفين لمدة شهر طرف الآباء الفرنسيسكان، إذ لم يكن حينذاك مرسلون يسوعيون في مصر.
في 3 فبراير 1879، استأجر منزلاً صغيراً في حي الموسكي، وبعد أن تفقد الأب نورمان الحالة وأتم مهمته، ترك الأب هنري في القاهرة ورجع إلى بيروت، وأوفد من هناك إلى القاهرة الأب جرنييه والأخ يوحنا سيمرلي وانتقل هؤلاء اليسوعيون الثلاثة، في شهر مايو من نفس السنة، من منزلهم الصغير بالموسكي، واستأجروا منزلاً فسيحاً ليس ببعيد عن الأول، هو قصر باغوص باشا، في حديقة روزيتا بالموسكي، الذي صار بعد قليل المقر الأول للمدرسة الإكليريكية للأقباط الكاثوليك.
فتحت المدرسة الإكليريكية أبوابها في أول أكتوبر عام 1879م، وكان قد تم الاتفاق على أن تكون هذه المدرسة، إكليريكية صغرى يتلقى فيها إكليريكيو الأقباط الكاثوليك دروسهم الثانوية، ويرسلون من بعدها إلى الكلية الشرقية للآباء اليسوعيين ببيروت ليواصلوا فيها علوم الفلسفة واللاهوت وأن يصرّح لمن يشاء من الطلبة، أن يتلقنوا الدروس في نفس المدرسة مع الإكليريكيين.
وحققت هذه المدرسة الإكليريكية نجاحاً قبل ثورة عرابي باشا عام 1882م التي أرغمت الآباء اليسوعيين- الذين وصل عددهم آنذاك في القاهرة إلى حوالي سبعة عشر راهباً- على الرحيل مع الإكليريكيين إلى بيروت، ولم يبق منهم إلا الرئيس الجديد الأب ميشيل جوليان وأربعة من اليسوعيين ومعهم أكبر الإكليريكيين سناً وهو حبيب سبع الليل. ولكن نظراً لتزايد حدة الثورة اضطر حتى هؤلاء أن يرحلوا إلى بيروت في 15 حزيران 1882 ولم يرجعوا إلا في أعقاب ثورة عرابي باشا. بعد هذه المحنة البسيطة عادت المدرسة بالقاهرة لتفتح أبوابها في شهر كانون الأول 1882م وتواصل الإكليريكية سيرها على ما يرام. وفي عام 1883م أي بعد ثلاث سنوات فقط من تأسيسها، بلغ عدد طلاب المدرسة ثمانية عشر إكليريكياً وثلاثة وستين طالباً خارجياً.

### مدرسة العائلة المقدسة للآباء اليسوعيين في حي الفجالة
في عام 1882 اشترى الآباء اليسوعيون قطعة أرض فسيحة بالقرب من محطة بحي الفجالة، وشيّدوا عليها مدرسة العائلة المقدسة التي فتحت أبوابها لجميع الطلبة من الابتدائي إلى الثانوي، وكان عدد الطلبة في أكتوبر 1889، 282 تلميذًا.

### مدرسة الأباء اليسوعيين فيالمنيا
كان عدد الكهنة المتخرجين من بيروت، قليلاً جداً بالنسبة إلى احتياج الكنيسة، لذلك تم افتتاح مدرسة إكليريكية في عام 1894م، في دير الآباء اليسوعيين بالمنيا، تلبية للراغبين في الكهنوت والحاصلين على السن القانوني للرسامة الكهنوتية، حتى من المتزوجين. حيث يتلقون في مدة وجيزة ما هو ضروري من معارف الكهنوت يشمل: شرح العقائد الدينية وكيفية الاحتفال بذبيحة القداس، وطقوس خدمة الأسرار المقدسة،
افتتح النائب الرسولي الأنبا كيرلس مقار، هذه المدرسة في 7 مايو 1895م واضعاً إياها تحت إدارة الآباء اليسوعيين، وعين مدرساً لها الأب بولس قلادة، الذي صار فيما بعد الأنبا أغناطيوس برزي.
وظلت هذه الإكليريكية عامرة لمدة سنة، تخرّج منها أربعة عشر كاهناً، ثم أُغلقت هذه المدرسة لمطالبة الاساقفة بتأسيس مدرسة إكليريكية خاصة بالأقباط الكاثوليك، متكاملة، على مثال الإكليريكيات الأوروبية، منظمة في قوانينها ودروسها، بحسب ما تتطلبه الشرائع الكنسية

### إكليريكية القديس لاون بطهطا 1899م
تم الإرسال إلى الكرسي الرسولي 1896م لاعلام البابا لاون الثالث عشر باحتياج الكنيسة القبطية لمدرسة إكليريكية أخرى، يكون التدريس فيها باللغة العربية وتكون مدة الإقامة بها قصيرة، وذلك لشدة احتياج الكنيسة إلى كهنة. وعرض الأساقفة على البابا مدينة طهطا لأنها الأصلح في ذلك الوقت لتؤسس فيها المدرسة الإكليريكية لكونها مركز الكثلكة في الصعيد ولأن أحد أعيان طهطا تبرع بقطعة أرض مساحتها ألف ومائتان متر مربع ملاصقة للأولى لتكون حديقة للمدرسة. وشُرع للحال في بناء المدرسة الإكليريكية. أما حفل وضع حجر الأساس الذي تم في 25 يناير 1897، فحضره أربعة أساقفة ونيافة المطران فرانسيسكو سوجارو (النائب الرسولي في السودان)

### مدارس كاثولوكية أخرى
- رهبانية إخوة المدارس المسيحية «الفرير».
- راهبات المحبة «راهبات القديس فنسان دي بول» أو «راهبات القديس منصور دي بول».
- راهبات نوتردام دي سيون.
- راهبات نوتردام دي لاديليفراند «راهبات سيدة النجاة».
- راهبات نوتردام ديزابوتر «راهبات سيدة الرسل».
- راهبات القلب المقدس.
- راهبات الراعي الصالح.
- جماعة الفرنسيسكان المصريين.
- الراهبات الفرنسيسكانيات.
- الراهبات الأرمنيات.
- الراهبات الكومبونيات.
- راهبات الرحمة للقديس شارل بروميه.
- راهبات قلب يسوع المصريات.
- راهبات المير دي ديو.
- الراهبات الكرمليات.
- الراهبات الكلاريس.
- راهبات يسوع ومريم القبطيات.
- جمعية الآباء السالزيان.